# Edward Harrison Taylor
Edward Harrison Taylor (23 de abril, 1889 – 16 de junho, 1978) foi um herpetologista Americano do Missouri.

## Vida pregressa
Taylor nasceu em Maysville, Missouri, filho de George e Loretta Taylor. Tinha um irmão mais velho chamado Eugene.
Ele se formou na Universidade do Kansas, obtendo o bacharelado em 1912. Entre 1916 e 1920, retornou ao Kansas para finalizar o seu mestrado.

## Carreira
Após completar o seu bacharelado, Taylor se mudou para as Filipinas, onde, a princípio, ocupou um cargo de professor em uma vila no centro de Mindanau. Ele colecionou e estudou a fauna herpetológica local e publicou artigos a respeito da mesma. Voltou para as Filipinas após completar o mestrado, mais precisamente para Manila, e continuou os estudos dos peixes e répteis das ilhas.
Depois passou a vida trabalhando no México, Costa Rica, Sri Lanka, mar de Celebes e Tailândia.

## Pesquisa
Taylor descreveu cerca de 150 espécies e subespécies de répteis que são reconhecidas ainda hoje, o que faz dele um dos mais prolíficos taxonomistas de reptéis de todos os tempos. A maioria das espécies são filipinas, mas algumas são do México e também de outras partes do mundo.

## Publicações
A autobiografia de Taylor, chamada "Edward H. Taylor: Recollection of an Herpetologist", foi publicada pelo Museu de História Natural da Universidade do Kansas em 1975, com contribuições de A. Byron Leonard, Hobart M. Smith, and George R. Pisani.